# Börd
Börd är ett rättsbegrepp som avser förvantskap (släktskap) genom födelse, och sammanfaller således med skyldskap (släktskap genom härkomst) i motsats till svågerskap (släktskap genom giftermål).
Ordet börd kommer från forngermanskans burði och är avlett ur bära. I sanskrit finns motsvarande bhrti som betyder bärande eller underhåll. Ordet förekommer i fornsvenskan som bördh, och har där en utvidgad symbolisk betydelse av börda (tyngd), födelse, börd och arvejord. Ordet är etymologiskt samma som birth i engelskan och geburt i tyskan, och finns i alla germanska språk.
Termen förekommer i sammansättningar som hör till bördsrätt, och i uttrycken äkta och oäkta börd, respektive hög börd eller av börd. 

### Övriga källor
1. ↑  ”skyldeman”. Förvaltningshistorisk ordbok. Svenska litteratursällskapet i Finland. 2016